# دانييلي لويد
دانييل لويد (بالإنجليزية: Danielle Lloyd)‏ وعرفت سابقاً باسم دانييل أوهارا (بالإنجليزية: Danielle O'Hara)‏ وهي عارضة أزياء إنجليزية بريطانية ولدت في يوم 16 ديسمبر 1983 في مدينة ليفربول في إنجلترا في المملكة المتحدة وهي ملكة جمال إنجلترا لسنة 2004 وملكة جمال بريطانيا لسنة 2006، تزوجت من لاعب الكرة القدم جيمي أوهارا وإنفصلت عنه في 2014 بعد أن أنجبت 3 أطفال منه.

## روابط خارجية
- دانييلي لويد على موقع IMDb (الإنجليزية)
- دانييلي لويد على موقع أول موفي (الإنجليزية)
- دانييلي لويد على موقع قاعدة بيانات الفيلم (الإنجليزية)
- دانييلي لويد على موقع كينوبويسك (الروسية)